# Human Soul
Albums de Graham Parker
The Mona Lisa's Sister
(1988) Struck by Lightning
(1991)
Human Soul est un album de Graham Parker sorti en 1990 sur le label RCA Records.

## Liste des pistes
| No  | Titre                                       | Auteur        | Durée |
| --- | ------------------------------------------- | ------------- | ----- |
| 1.  | Little Miss Understanding                   | Graham Parker | 3:21  |
| 2.  | My Love's Strong                            | Parker        | 4:15  |
| 3.  | Dancing for Money                           | Parker        | 2:53  |
| 4.  | Call Me Your Doctor                         | Parker        | 3:38  |
| 5.  | Big Man on Paper                            | Parker        | 4:10  |
| 6.  | Soultime                                    | Parker        | 4:43  |
| 7.  | Everything Goes                             | Parker        | 2:20  |
| 8.  | Sugar Gives You Energy                      | Parker        | 1:39  |
| 9.  | Daddy's a Postman                           | Parker        | 2:25  |
| 10. | Green Monkeys                               | Parker        | 1:50  |
| 11. | I Was Wrong                                 | Parker        | 2:55  |
| 12. | You Got the World (Right Where You Want It) | Parker        | 5:37  |
| 13. | Slash and Burn                              | Parker        | 3:34  |

## Personnel
- Graham Parker – chant
- Brinsley Schwarz - guitare
- Andrew Bodnar - guitare basse
- Steve Nieve - claviers
- Pete Thomas - batterie